# Utzleben
Utzleben ist eine Wüstung zwischen Minsleben und Derenburg im heutigen Sachsen-Anhalt. Der Ort, 1024 als Utislevo genannt, war einer der ältesten Missionsstützpunkte der Region und Sitz eines Archidiakonats der Diözese Halberstadt. Sein Einzugsbereich erstreckte sich über sämtliche Kirchen des Vorharzlandes zwischen Heimburg und Ilse sowie nach Süden bis auf die Hochflächen des Harzes um Elbingerode (Harz). 1267 besaß das Bistum Halberstadt eine Villikation zu Utzleben. Ein Kaland des Bannes Utzleben hat noch 1516 in Wernigerode bestanden.
Die Wüstung ist unter der 428301034 im örtlichen Denkmalverzeichnis als Bodendenkmal eingetragen.